# Kathrin Hilber
Kathrin Hilber (* 26. März 1951 in Wil, heimatberechtigt in Degersheim) ist eine Schweizer Politikerin (SP).

## Biografie
Hilber war 1986 bis 1995 Mitglied des Kantonsparlaments im Kanton St. Gallen. Bei den Wahlen 1995 wurde sie als Nationalrätin gewählt. Am 10. März 1996 wurde Hilber als Regierungsrätin des Kantons St. Gallen gewählt und trat als Nationalrätin zurück. An ihrer Stelle rückte Hildegard Fässler-Osterwalder nach. Im St. Galler Regierungsrat war sie Vorsteherin des Departements des Innern. Auf Ende Mai 2012 ist sie zurückgetreten.
Hilber lebt in St. Gallen.